# Великая Белина
Великая Белина (укр. Велика Білина) — село в Новокалиновской городской общине Самборского района Львовской области Украины.
Население по переписи 2001 года составляло 311 человек. Занимает площадь 28,95 км². Почтовый индекс — 81467. Телефонный код — 3236.